# 名月佐太郎笠
『名月佐太郎笠』（めいげつさたろうがさ）は、1955年（昭和30年）に発表された陣出達朗の大衆小説、時代小説であり、同作を原作に同年製作・公開、松浦健郎脚本、冬島泰三監督による同名の日本の長篇劇映画であり、同映画作品の主題歌として同年発表された高田浩吉の同名の楽曲である。

## 略歴・概要
小説『名月佐太郎笠』は、短篇小説であり、1955年に『小説倶楽部』（桃園書房）に掲載されたのが初出であり、同年、東京文芸社が、他の複数の短篇小説を併載した同名の単行本を発行した。以降の単行本等への収録はみられない。
映画『名月佐太郎笠』は、小説発表の同年に新東宝が製作し、同年11月1日に同社の配給によって公開された。それに先行する同年10月、映画の主演をした高田浩吉が歌唱する同名の主題歌が古賀政男作曲によってつくられ、コロムビア・レコードから発売されている。

## ビブリオグラフィ
国立国会図書館蔵書による収録書籍の一覧である。
- 『名月佐太郎笠 他3篇』、東京文芸社、1955年

## 映画
『名月佐太郎笠』（めいげつさたろうがさ）は、陣出達朗の同名の小説を原作とした1955年（昭和30年）製作・公開、松浦健郎脚本、冬島泰三監督による日本の長篇劇映画である。
本作発表当時の高田浩吉は、戦前からひきつづき松竹京都撮影所に所属しており、新東宝への出演は、1952年（昭和27年）の『歌くらべ荒神山』（監督斎藤寅次郎）、『清水次郎長伝』（監督並木鏡太郎）、『弥太郎笠 前後篇』（監督マキノ雅弘）、1953年（昭和28年）の『晴れ姿 伊豆の佐太郎』（監督中川信夫）、本作と同年の『紋三郎の秀』（監督冬島泰三）と本作の6作のみであり、本作が同社への最後の出演となった。本作公開の6日後、高田は満44歳の誕生日を迎えた。
日本映画データベースにおける本作の項目では、高田浩吉のほか「嵯峨美智子、三浦光子、田崎純、久保菜穂子」が共演者である旨の資料を掲載しているが、田崎潤以外は誤りである。同キャストが出演している作品は、同じく新東宝が製作した『晴れ姿 伊豆の佐太郎』である。
2013年（平成25年）1月現在、東京国立近代美術館フィルムセンターは、本作の上映用プリントを所蔵していない。ネガ原版あるいは上映用プリントは現存しており、そのいずれかを原版としたビデオグラムについては、オフィスワイケーが2008年（平成20年）1月11日に「日本名画遺産」の「緑盤」として、83分完全尺の本作を収録したDVDを発売した。

### スタッフ・作品データ
- 製作 : 杉原貞雄
- 監督 : 冬島泰三
- 脚本 : 松浦健郎
- 原作 : 陣出達朗
- 音楽 : 鈴木静一
- 撮影 : 河崎喜久三
- 照明 : 秋山清幸
- 美術 : 黒沢治安
- 録音 : 沼田春雄

- 製作 : 新東宝
- 上映時間（巻数 / メートル） : 83分（10巻 / 2,280メートル）
- フォーマット : 白黒映画 - スタンダードサイズ（1.33:1） - 24fps - モノラル録音
- 公開日 :  日本 1955年11月1日
- 配給 :  新東宝

### キャスト
- 高田浩吉 - 浅間の佐太郎
- 市川小太夫 - 陣次郎兵衛
- 池内淳子 - お鶴
- 小畑やすし - 亀吉
- 中山昭二 - 大迫勢之助
- 田崎潤 - 風の弥ン八
- 清川虹子 - おちか
- 高田稔 - 妙義の雲兵衛
- 二本柳寛 - 新六
- 津島恵子 - お紋
- 花岡菊子 - おげん
- 堺駿二 - 猿八
- 千葉徹 - 掠助
- 阿部九洲男 - 赤間大作
- 冬木京三 - 大崎
- 岬洋二 - 一ノ瀬
- 長島武夫 - 安井
- 若杉須美子 - おしん
- 沢井三郎 - 般若の権蔵
- 澤村昌之助 - 弁長
- 森川信 - 猫竹

## 主題歌
- A面『名月佐太郎笠』（めいげつさたろうがさ）、歌唱高田浩吉、作詞松坂直美、作曲古賀政男
- B面『青空道中』（せいしゅんどうちゅう）、歌唱高田浩吉、作詞石本美由起、作曲古賀政男
- 発売日 : 1955年10月
- 発売元 : コロムビア・レコード